# Leptogyra inconspicua
Leptogyra inconspicua là một loài ốc biển, là động vật thân mềm chân bụng sống ở biển thuộc họ Melanodrymiidae.